# ARCore
ARCore è un kit di sviluppo software sviluppato da Google che consente di creare applicazioni di realtà aumentata.
ARCore utilizza tre tecnologie chiave per integrare i contenuti virtuali nel mondo reale:
- sei gradi di libertà consentono al telefono di comprendere e tracciare la propria posizione rispetto al mondo;
- la comprensione ambientale consente al telefono di rilevare le dimensioni e la posizione di superfici orizzontali piane come il terreno o un tavolino da caffè;
- la stima della luce consente al telefono di stimare le condizioni di illuminazione attuali dell'ambiente.

Samsung ha annunciato che ARCore verrà utilizzato nella sua linea di prodotti; OnePlus 7 e OnePlus 7 Pro ora supportano anche ARCore.